# 정비석
정비석(鄭飛石, 1911년 5월 21일 ~ 1991년 10월 19일)은 대한민국의 소설가이다.

## 주요 이력
평안북도 의주군에서 출생하였고 지난날 한때 평안북도 선천군에서 잠시 유아기를 보낸 적이 있으며 그 후 평안북도 용천군에서 성장하였다. 본관은 하동이며, 본명은 정서죽(鄭瑞竹)이다. 원래는 조선일보 및 동아일보 신춘문예에 당선되며 순수소설작가로 출발했으나 이후 대중작가로 전향하였다.
제1공화국 당시 소설 자유부인이 음란성 시비에 휘말리면서 필화사건을 겪기도 했으며 여러 역사 장편 소설을 내기도 했다.

## 생애

### 생애 초기
일본에 유학하여 니혼 대학 문과에서 수학했다. 중퇴 후 귀국하여 소설을 창작하기 시작했다. 1936년 동아일보 신춘문예에 단편 <졸곡제>가 입선하고, 다음해 조선일보 신춘문예에 단편 <성황당>이 당선되어 등단하였다. 일제강점기에는 《매일신보》와 《중앙신문》 등에서 기자로 근무하였으나, 1950년대 이후로는 전업 작가로 소설 창작에 몰두했다.
1936년에 발표한 데뷔작 〈졸곡제(卒哭祭)〉와 이듬해 발표한 단편 〈성황당〉이 초기의 대표작이다. 소박하고 친근한 인물이 등장하면서도 대중의 눈길을 끌 수 있는 관능성이 들어 있는 이들 작품은 이후 대중작가로 크게 성공하는 정비석의 작품 경향을 보여준다.
1948년 년말 여수 순천 국군 14연대 사건 현장 답사 문예단으로 전남 동부 지역을 방문 시찰하였다.
일제 말기에 발표한 친일 작품으로 인해 2002년 공개된 친일 문학인 42인 명단과 2008년 발표된 민족문제연구소의 친일인명사전 수록예정자 명단 중 문학 부문에 선정되었다. 친일 문인단체 조선문인보국회 간사를 지냈고, 밝혀진 친일 작품 수는 소설 3편을 포함하여 총 9편이다. 친일반민족행위진상규명위원회가 발표한 친일반민족행위 705인 명단에도 포함되었다.
광복 이후 소설 창작을 본격화하여 많은 연재 작품을 발표하였고, 특히 《자유부인》(1954)은 한국 전쟁 이후 일부 계층에 도입된 퇴폐적 서구 풍조를 적나라하게 묘사하여 1950년대를 대표하는 베스트셀러가 되었다. 이 작품은 1956년 한형모를 시작으로 강대진,  박호태, 박재호에 의해 네 차례나 영화화되기도 했다.

### 자유부인 필화 사건
그의 소설 《자유부인》이 퇴폐적이고 음란하다는 이유로 이승만의 지시로 특무대에 연행되기도 했다. 특무대의 경찰관들은 그에게 김일성의 지시로 대한민국을 음란, 퇴폐하게 묘사해 적화를 기도하지 않았느냐며 고문을 가하기도 했다.
이는 일본과 조선민주주의인민공화국과 중화인민공화국에도 대서특필되었고, 조선민주주의인민공화국과 중화인민공화국에서는 대한민국의 자본주의 체제의 타락을 보여주는 사례로 홍보하며 조소를 보내기도 했다. 작품 《자유부인》은 1980년대에 들어서면서 애마부인, 젖소부인 바람났네 등의 영화 작품들의 원조, 효시가 되기도 했다.

### 4.19 혁명 이후
그의 작품은 1960년 4·19 혁명으로 이승만 체제가 붕괴되면서 금서(禁書)에서 해제되었다. 이후 초한지 등 역사장편소설을 쓰기도 했는데 1959년 발표한 소설 산유화는 1987년 KBS 1TV에서 드라마화됐다.
1970년대 이후로는 역사물이나 중국 고전을 새로 고쳐쓴 작품을 주로 썼다. 《이조여인 사화》(1977), 《민비》(1980), 《초한지》(1984), 《김삿갓 풍류기행》(1985) 과 《손자병법》시리즈, 《삼국지연의》 등이 대표적이다. 1981년부터 한국경제신문에 연재되었고 1984년 3권의 단행본으로 출간된 <손자병법>은 100만권 이상 팔리며 1984년과 1986년 가장 많이 팔린 베스트셀러 목록에 올랐다. 이 가운데 《민비》는 명성황후에 대한 부정적 이미지를 유포한 작품이라는 비판도 있다. 예를 들어 고종의 장남인 완화군을 둘러싼 흥선대원군과 명성황후의 갈등 구조는 사극 드라마 등을 통해 널리 알려졌는데, 이는 일본인 기구치 겐조(일본어: 菊池謙讓)의 명성황후에 대한 왜곡된 묘사를 답습한 정비석의 창작일 뿐이라는 것이다. 《삼국지연의》의 경우 부록으로 제갈량심서를 별첨했으며 거기에 직접 중국까지 찾아가서 실제 유비와 촉한 관련인물들이 머무른 곳이나 묘소 등을 사진으로 촬영해서 책의 앞페이지에 첨부하는 등 당시 기준으로는 상당히 심혈을 많이 기울여 집필했다.

### 별세
1991년 10월 19일 새벽 5시 서울시 용산구 동부이촌동 한강맨션 27동 406호 자택에서 숙환으로 별세했다. 향년 81세
유족으로는 당시 미망인 박정순 여사(80), 장남 천수(50, 중앙일보 이사) 등 3남 4녀가 있었다.

### CF
- 1977년 하이트진로 길벗
- 1988년 팔도 팔도설렁탕면

## 같이 보기
- 자유부인
- 애마부인
- 즐거운 사라
- 박종화 : 동시대의 문인
- 마광수 : 이하 정부 권력에 의해 불이익을 받은 후배 문인들
- 진중권
- 강준만
- 송두율
- 장정일
- 강정구
- 한홍구
- 표현의 자유

## 참고자료
- 권영민 (2004년 2월 25일). 《한국현대문학대사전》. 서울: 서울대학교출판부. 848쪽쪽. ISBN 89-521-0461-7.